# حرب السلفادور على العصابات
حرب السلفادور على العصابات هي حرب بين حكومة السلفادور والعصابات السلفادورية.
وأعلنت حكومة السلفادور حالة الطوارئ بعد وقوع 62 جريمة قتل في يوم واحد بأيدي عصابات إجرامية.

## نبذة

### أم أس-13
مارا سالفاتروشا، المعروفة باسم أم أس-13، هي عصابة إجرامية دولية نشأت في لوس أنجلوس، كاليفورنيا، في السبعينيات والثمانينيات. في الأصل، تم تشكيل العصابة لحماية المهاجرين السلفادوريين من العصابات الأخرى في منطقة لوس أنجلوس. بمرور الوقت، نمت العصابة إلى منظمة إجرامية أكثر تقليدية. يتم تعريف إم إس-13 من خلال قسوته وتنافسه مع عصابة شارع 18.

### عصابة شارع 18
عصابة شارع 18 المعروف أيضا في أمريكا الوسطى باسم (كالي 18)، (باريو 18)، (مارا 18)، أو (لا 18) هي منظمة إجرامية متعددة الجنسيات والأعراق بدأت كعصابة شوارع في لوس أنجلوس، لتصبح أكبر عصابة إجرامية في لوس أنجلوس وحاليا تنشط خصيصا في المكسيك وأمريكا الوسطى. ويقدر مجموع أعضاء العصابة بأكثر من 65000 عضوا منهم عشرات الآلاف في مقاطعة لوس أنجلوس فقط.

## عنف مستمر
في عام 2021 سجلت السلفادور 1140 جريمة قتل مرتبطة بالعصابات.
في نوفمبر 2021 أدت موجة من العنف إلى مقتل أكثر من 40 شخص في غضون ثلاثة أيام.

## اعتقالات

### 2022

#### 29 مارس
في 29 مارس 2022 اعتقلت الشرطة المدنية الوطنية السلفادورية 7 أفراد من عصابة أم أس-13 الذين ارتكبوا جرائم في حي ميلاغرو في لاباز دي سان ميغيل.
وفي نفس اليوم اعتقلت الشرطة المدنية 5 أفراد من عصابة أم أس-13 في سان مارتن.
وصل عدد من تم القبض عليهم في هذا اليوم إلى أكثر من 173.